# Коллинз, Джим
Джеймс «Джим» Коллинз (англ. James C. "Jim" Collins, III; р. 1958) — американский бизнес-консультант, писатель, исследователь. Автор книг «Как гибнут великие и почему некоторые компании никогда не сдаются», «От хорошего к великому: почему некоторые компании совершают прорыв, а другие нет», «Построенные навечно» и «Великие по собственному выбору». Работы Коллинза были опубликованы  англ. Harvard Business Review, англ. Business Week, англ. Fortune и других журналах[каких?].

## Карьера
Коллинз начал преподавательскую и исследовательскую деятельность в Высшей школе бизнеса при Стэнфордском университете и в 1992 году получил Преподавательскую премию. В 1995 году открыл лабораторию менеджмента в г. Боулдер и там поныне проводит исследования и обучает управленцев из частного и государственного сектора. За это время Коллинз успел поработать директором Си-эн-эн Интернешнл, а также сотрудничал с такими организациями, как Медицинский институт Джонса Хопкинса, Американские Герл-скауты, Ассоциация церковных лидеров, Американская ассоциация школьных инспекторов и Корпус морской пехоты США.

## Писательская деятельность
Джим Коллинз является автором и соавтором пяти книг, написанных на основе проводимых им  исследований. «Построенные навечно» (2004) входит в список бестселлеров Business Week и переведена на 25 языков. В одной из последних книг «Великие по собственному выбору» Коллинз рассматривает компании, которым удалось не только добиться исключительных результатов в своей отрасли, но и удерживать своё превосходство в течение длительного периода времени. Книга также вошла в список бестселлеров, с момента опубликования разошлась тиражом 4000000 экземпляров и была переведена на 35 языков.

## Семья
Джим Коллинз женат на Джоан Эрнст, победительнице соревнований Ironman в 1985 году.

## Внешние ссылки
- официальный сайт
- профиль на Нью-Йорк Таймс
- [blog.mann-ivanov-ferber.ru/2008/04/03/kak-prinimaet-resheniya-dzhim-kollinz/ Как принимает решения Джим Коллинз]